# Linia kolejowa Murnau – Oberammergau
Ammergaubahn - górska kolejka lokalna poprowadzona od Murnau do Oberammergau w Bawarii.

## Historia
Bawarska kolejka lokalna Ammergaubahn poprowadzona z Murnau do Oberammergau została otwarta w dniu 5 kwietnia 1900 roku dla turystów wypoczywających w Alpach Bawarskich. Linia kolejowa została w 1904 roku zelektryfikowana przez Siemens-Schuckertwerken napięciem prądu przemiennego 5 kV 16 Hz jako pierwsza zelektryfikowana linia kolejowa w Niemczech. Pierwsza lokomotywa elektryczna dla kolei lokalnej została wyprodukowana w 1906 roku przez zakłady Siemens. Na kolejce eksploatowane są elektrowozy Baureihe E 69 do prowadzenia pociągów turystycznych. W dniu 1 sierpnia 1938 roku kolejka została kupiona przez koleje niemieckie. Na linii kolejowej zostało  w 1954 roku zmienione dawne zasilanie na standardowe zasilanie kolei niemieckich. Na kolejce prowadzony jest ruch pociągów pasażerskich oraz sezonowych pociągów turystycznych.